# Chuka Ichiban
Chūka Ichiban! (яп. 中華一番! тю:ка итибан,  Самое лучшее в китайской (кухне)), также известная как Cooking Master Boy — манга, созданная Эцуси Огавой. Впервые публиковалась издательством Kodansha с 1995 по 1997 год в еженедельном журнале Weekly Shōnen Magazine. Вторая часть манги под названием Shin Chūka Ichiban! (真・中華一番!?, Truth - China's Number One!) публиковалась с 1997 по 1999 год. История рассказывает о пареньке, желающим стать лучшим поваром. На основе сюжета манги студией Nippon Animation был выпущен аниме-сериал, известный под тем же названием, что и манга, или как Hot-blooded Cookery Anime: China Number One, из 52 серий, который транслировался по каналу Fuji Television с 27 апреля 1997 года по 13 сентября 1998 года. Аниме-адаптация манги Shin Chūka Ichiban!, снятая Production I.G, транслировалась с октября по декабрь 2019 года, второй её сезон транслировался в январе-марте 2021 года.
В ноябре 2017 года Огава начал выпускать сиквел под названием Chūka Ichiban! Kiwami, он выходит в приложении Magazine Pocket издательства Kodansha.

## Место действия
Действие происходит в XIX веке в Китае, в эпоху империи Цин, когда император был очень слабым и страна находилась на грани хаоса. Также этот период времени известен как «Период кухонных войн». По той причине, что в это время существовало множество поваров, у которых были разные стили приготовления еды. Они все стремились завоевать звание лучшего шеф-повара в Китае, однако был высок риск лишиться всего. Немало обманщиков выдавали себя за супер-поваров и за это могли попасть в тюрьму. Если повар выигрывал, то завоёвывал народное уважение и даже власть. Данные события происходили прежде всего в четырёх регионах: Пекин, Сычуань, Шанхай и Гуандун.
Действие основного сюжета разворачивается в провинции Сычуань, месте рождения Мао.

## Сюжет
После смерти Пай, известной как «Кухонная фея», её сын Мао должен стать новым шеф-поваром ресторана «Киккаро». Но перед тем как занять эту должность, Мао решает отправиться в путешествие по всему Китаю, чтобы узнать больше новых способов приготовления пищи. Он надеется, что однажды станет таким же легендарным поваром, как его мать. Во время путешествия Мао встречает новых друзей и непримиримых соперников, желающих бросить ему вызов в области готовки.

### Подземное общество кулинарии
Подземное общество кулинарии — организация, которая стремится контролировать весь Китай через кулинарию. Несмотря на своё существенное влияние, они стремятся найти 8 легендарных предметов кухонной посуды, чтобы заполучить абсолютную власть. Организация готова на всё ради победы и уничтожает всех, кто встанет у них на пути. При появлении нового талантливого повара на горизонте они посылают своих людей, чтобы сразить новичка в кулинарных поединках до тех пор, пока он наконец не проиграет. Обучение членов организации очень жёсткое и большинство людей не выживает. Организация похищает людей, силой разлучая их с семьями и не стесняясь убивать для этого. Их воспитывают в жёстких условиях, часто оставляя шрамы на лице или теле прошедшего тренировку, как часть инициации. Член организации не имеет права выйти из неё.
Члены организации носят особые метки, которые показывают их принадлежность к ней. Они также владеют навыками, известными как «тёмные методы приготовления пищи», которые очень эффективны и практически не оставляют противнику шансов на победу.

## Персонажи
- Лю «Мао» Maoсин (кит. трад. 劉昴星, пиньинь Liú Mǎoxīng, палл. Лю Маосин)

Сэйю: Маюми Танака (1997), Нацуми Фудзивара (2019)
Главный герой истории. Ему 13 лет. Почти всё своё детство провёл на кухне, наблюдая, как готовит его мать. Позже он начал помогать ей и полюбил кулинарию. Несмотря на это, он не уделял много времени готовке, отдавая предпочтение детским играм. Мао открывает в себе талант гениального шеф-повара, и генерал Ли посылает его в путешествие, чтобы тот однажды стал супер-шеф-поваром. В конце концов Мао становится самым молодым супер-шеф-поваром в истории и отправляется за границу, чтобы узнать о новых методах приготовления еды. Мао очень щедрый и всегда следует принципу, что готовить надо прежде всего для того, чтобы сделать человека счастливым. Вместе с горячим интересом узнать больше о кулинарии, Mao способен запоминать вкус пищи, которую он съел, и определить все знакомые ингредиенты.
- Чжоу Мэйли (кит. трад. 周梅丽, пиньинь Zhōu Méilì, палл. Чжоу Мэйли)

Сэйю: Сацуки Юкино (1997), Ай Каяно (2019)
16-летняя дочь Чоуюй. Первоначально работала в ресторане «Киккаро» и влюбилась в Мао, увидев, как сильно он любит готовить и как заботится о других. Mэй не сильна в готовке, но часто помогает Мао в других областях. Ревнует Мао к другим женщинам и проявляет к ним враждебность. В аниме отправилась в путешествие по Китаю вместе с ним.
- Сы Лан / Сиро (яп. 四郎)

Сэйю: Тика Сакамото (1997), Юкиё Фудзии (2019)
Попутчик Мао. Ему 12 лет. Его мама была японкой, а отец китайцем. Он покинул свою деревню, когда ему было 10 лет, чтобы выполнить своё обещание и стать супер шеф-поваром. Позже он стал выдавать себя за фальшивого шеф-повара и даже носил поддельный знак. У Сиро есть талант к готовке, но рецептов он знает очень мало. Сиро часто попадает в беду и тем самым втягивает в свои проблемы других. Позже он обучается на шеф-повара в ресторане Мао.
- Се Лу (кит. трад. 解鲁, пиньинь Xie Lu, палл. Се Лу)

Сэйю: Хироси Янака (1997), Юити Накамура (2019)
Мастер приготовления димсам. В свои 20 лет он считается самым молодым мастером димсам. Носит всегда с собой стальные вещи, которые он одновременно использует как оружие и как посуду для готовки. На жезле выгравированы жёлтые звёзды, которые означают количество побед, но есть и чёрные, которые, наоборот, означают поражения. Надеется однажды заменить все чёрные звёзды жёлтыми. Шелл ведёт кочевой образ жизни и часто сталкивается с главными героями. В детстве отправился в путешествие, чтобы узнать больше о приготовлении пищи. Он имеет очень оптимистичный взгляд на жизнь и часто ругает Сиро (из-за плохого впечатления, после того, как Сиро неосознанно сготовил ему плохую еду). Шелл очень спортивный и силён в математике, позже присоединяется к Мао в поисках легендарных предметов посуды.
- Лэй Энь / Леон (яп. 雷恩)

Сэйю: Нобутоси Хаяси (1997), Томокадзу Сугита (2019)
Члён темного общества кулинарии. При готовке использует морепродукты как основные ингредиенты для своих блюд. Однажды прибыл в ресторан Мао, требуя от Руо отдать один из легендарных предметов посуды. Руо потом пришлось сражаться с Мао, чтобы узнать, кто является преемником легендарного предмета. Леон позже сбежал из тёмного общества. В детстве Леон работал в ресторане с матерью Мао и любил готовить, но очень болезненно реагировал на то, что для блюд приходилось убивать животных. Так, после смерти зверька Леон клал на его тело красный талисман и молился за него. Когда он рос, желание стать лучшим поваром росло, и он решил присоединиться к Темному Обществу Кулинарии для того, чтобы узнать их тёмные методы приготовления пищи. После этого Леон стал ещё более одержимым желанием стать лучшим поваром. Позже он присоединяется к Мао в поисках легендарных кухонных предметов.
- Тан Сань Цзе (кит. трад. 唐三杰, пиньинь Tang San Jie, палл. Тан Саньцзе)

Сэйю: Дайсукэ Сакагути (1-я часть); Тэцуя Иванага (2-я часть), Нобухико Окамото (2019)
14-летний шеф-повар из Шанхая, который раньше работал в ресторане Киккаро. Он не любил Мао, так как знал, что Мао, будучи преемником, займёт его место в ресторане, и Сань будет вынужден уйти. Многие не любили его в ресторане, так как думали, что он ленивый повар, но это не так, когда Мао увидел, как Сань тренируется по ночам в области готовки. Позже Сань рассказывает Мао, что его отец является великим шеф-поваром, но был очень строгим учителем. Сань не мог этого выдерживать и сбежал. Ему очень трудно подбирать ингредиенты, так как они ему напоминают те ужасные события прошлого с отцом. Позже Сань решает вернуться обратно к отцу, чтобы помирится с ним и дальше обучаться мастерству готовки. Когда он столкнулся с Мао во время путешествия, то уже стал шеф-поваром в ресторане своего отца и значительно улучшил свои навыки приготовления пищи.
- Лань Фэй Хун (кит. трад. 兰飞鸿, пиньинь Lan Fei Hong, палл. Лань Фэйхун)

Сэйю: Рётаро Окиаю (1997), Дзюнъя Эноки (2019)
16-летний парень, гениальный шеф-повар хотя у него больше опыта, чем у Мао, они оба считаются самыми близкими соперниками. В отличие от Мао, Фэй очень сдержанный и спокойный и всегда может сделать что-то в организованном порядке. Впервые встретился с Мао как противник во время турнира. В детстве его похитили члены тёмного кулинарного общества и воспитывали в жёстких условиях. Когда он сбежал, то потерял сознание у Ресторана Киккаро. Пай обработала его раны и кормила травяными супами. До встречи с ней он ненавидел всё связанное с кулинарией, но она убедила его, что готовить надо прежде всего, чтобы сделать людей счастливыми. Позже он отправился путешествовать по всему Китаю. Мао встречается с Фэем и он снова становится членом тёмного общества и собирается стать шеф-поваром императорской кухни. Мао, не веря, что Фэй стал плохим парнем, вызывает его на кулинарный поединок, одерживает победу и узнаёт, что тёмная организация «промыла» ему мозги и манипулировала им. Когда Фэй приходит в себя и узнаёт, что организация убила его семью, он решает отомстить им и проникает в штаб-квартиру, но его захватывают и вводят наркотик.
- Пай (кит. трад. 阿贝)

Сэйю: Рихоко Ёсида (1997)
Легендарный шеф-повар из Сычуани, покойная мать Мао. Она также бывший шеф-повар ресторана «Киккаро». Была известна как «кухонная фея». Долгое время учила Мао приготовлению пищи. Долгое время была одной из главных угроз для тёмного общества, члены которого много раз оправляли своих людей на кулинарные поединки, но Пай всегда одерживала победу и даже завела записную книжку, где записывала всех членов организации, которые боролись с ней. Позже книга попадает в руки Мао. В манге она умирает от истощения после того, как её бывший ученик Шуань стал супер-шефом и украл все полномочия в её ресторане, вынудив Пай работать на него.
- Чжоу Юй (кит. трад. 周瑜, пиньинь Zhou Yu)

Сэйю: Акио Оцука (1997), Ёсимицу Симояма (2019)
Заместитель шеф-повара ресторана «Киккаро», один из лучших шеф-поваров в Гуанчжоу. Он же главный повар в ресторане. Очень строгий в плане обучения и Руо его сильно раздражает.
- Мастер Руо (яп. ルオウ)

Сэйю: Такко Исимори (1997), Симпати Цудзи (2019)
Шеф-повар, мастер ресторана «Киккаро». Очень опытный и уважаемый шеф-повар в Гуанчжоу. Имеет хорошее телосложение. Руо известен как «супермен шеф-повар». Часто употребляет алкоголь. Он также мастер Чоуюй и один из четырех старейшин-поваров Гуанчжоу.
- Шао Ань (кит. трад. 绍安, пиньинь Shao An)

Сэйю: Цубаса Тиоя (1997), Кэйити Накагава (2019)
Самый первый соперник Мао. Он был лучшим учеником Пай, но в результате несчастного случая его тело было искалечено, и он больше не мог дальше готовить. Позже он снова возвращается в ресторан «Киккаро» и становится причиной смерти Пай. Он дважды бросал вызов Мао, но в обоих случаях проиграл.
- Адмирал Ли Хун Юэ (яп. 李鴻悦/李提督)

Сэйю: Дзюрота Косуги (1997)
Генерал императорской армии Китая. Он также является шеф-поваром императорской кухни и первым шеф-поваром в Китае. Он отправил Мао в путешествие, увидев его огромный талант и бесконечный потенциал. Ли часто сталкивается с Мао во время их путешествия и как правило даёт ему новые задания в надежде сделать Мао замечательным поваром.
- Лю Кэ Линь (кит. трад. 刘珂玲, пиньинь Liu Ke Lin)

Сэйю: Юми Хикита (1997)
Старшая сестра Мао. Она работает в ресторане «Киккаро» в качестве официантки. Когда её мать умерла, она была единственной, кто мог дальше заботится о благополучии ресторана.

## Медиа

### Манга
Манга была создана Эцуси Огавой. Впервые публиковалась издательством Kodansha с 1995 по 1997 год в еженедельном журнале Weekly Shōnen Magazine. Вторая часть манги под названием Shin Chūka Ichiban! (真・中華一番!?, Truth - China's Number One!) публиковалась с 1997 по 1999 год.
В ноябре 2017 года Огава начал выпускать сиквел под названием Chūka Ichiban! Kiwami, он выходит в приложении Magazine Pocket издательства Kodansha.

### Аниме
1997 год
На основе сюжета манги студией Nippon Animation был выпущен аниме-сериал из 52 серий, который транслировался по каналу Fuji Television с 27 апреля 1997 года по 13 сентября 1998 года. Как и Ranma 1/2, аниме стало очень популярно в Восточной Азии, особенно Китае.
Серии с 9 по 14 были также скомпонованы и выпущены в виде 30-минутного видео.
2019 год
Аниме-адаптация манги Shin Chūka Ichiban!, снятая Production I.G, транслировалась с октября по декабрь 2019 года. Второй её сезон начал трансляцию в январе 2021 года.

## Критика
Во многом аниме Chuka Ichiban схоже с другими произведениями о кулинарных поединках, но в отличие от многих других действие разворачивается в Китае XIX века. Мао схож с героем раннего произведения жанра — Mister Ajikko. Он настолько же талантлив, как и Ёити, но в отличие от него он не настолько самоуверен и осознает, что ему всего 13 лет и даже его мать была обманута её учеником. Подобная зрелость выделяет Мао из типичных героев сёнэна. Подобное добавление реализма вместе с сеттингом выделяет аниме от других произведений о поварах. В то же время аниме не обошлось и без сёнэн-шаблонов: в произведении нет неожиданных поворотов для любого, кто хоть немного знаком со споконом и подобными ему произведениями. Рецепты и пояснения к процессу готовки вполне соответствуют не только реальности, но и региону и месту действия — это действительно блюда китайской кухни.
Анимация Chuka Ichiban вполне типична для среднебюджетных произведений конца 1990-х. Изображение может не впечатлять десятилетия спустя, но для своего времени оно довольно ярко передавало цвета сельской части Китая XIX века. Дизайн персонажей выполнен так, что никого из них нельзя назвать писанным красавцем, их фигуры скорее округлые и коренастые.
Аниме True Cooking Master Boy является продолжением оригинального Chuka Ichiban, что, учитывая 20 лет разницы между их выходом, может поначалу вызывать недоумение у зрителей, с чем помогают справиться флешбеки. Это аниме следует тому же формату путешествий и кулинарных поединков, что и предшественник. И хотя анимация соответствует уровню своего времени, дизайн персонажей немного устаревший, но не лишенный привлекательности В то же время время критики сочли премьеру сериала вполне стандартной и рекомендовали его только фанатам кулинарных аниме или для семейного просмотра.